# Pedra Lavrada
Pedra Lavrada är en kommun i Brasilien.   Den ligger i delstaten Paraíba, i den östra delen av landet, 1 600 km nordost om huvudstaden Brasília. Antalet invånare är 7 475.
Omgivningarna runt Pedra Lavrada är huvudsakligen savann. Runt Pedra Lavrada är det ganska glesbefolkat, med 43 invånare per kvadratkilometer.